# Ted de Braak
Theodorus Leonardus (Ted) de Braak (Arnhem, 8 april 1935) is een Nederlands voormalig presentator, zanger, acteur en cabaretier.

## Loopbaan
Ted de Braak trad tijdens zijn militaire dienstplicht al op met een cabaretgroep, en nadat hij was afgezwaaid ging hij aan het werk bij het toneel en als cabaretier. Hij speelde onder anderen met Kitty Courbois en bij Tom Manders. Zijn eerste 'eigen' gezelschap was Triple Sec met Piet Hendriks en Hans Peters in 1957. In deze periode leerde hij zichzelf gitaar, basgitaar en drums spelen. Als zanger scoorde De Braak in 1966 een hit met het liedje  'n Glaasje madeira, m' dear?, dat de vierde plaats bereikte in de Nederlandse Top 40.
Als presentator begon De Braak bij de KRO, met de radioprogramma's Draaijijofdraaiik en Van twaalf tot twee. Voor de NCRV presenteerde hij wekelijks het radioprogramma Lunchpakket.
Grote bekendheid kreeg De Braak vanaf 1966 als lid van het Farce Majeure-team, waarin hij samenspeelde met Alexander Pola, Jan Fillekers, Fred Benavente en Henk van der Horst. In dit programma imiteerde hij boer Hendrik Koekoek in een persiflage van een uitzending van de Boerenpartij. Hij maakte tien jaar deel uit van dit vijftal, maar haakte af om tv-programma's te gaan presenteren. Daarnaast maakte hij tussen 1971 en de jaren 80 elke twee jaar een theatershow, waar onder anderen Mieke Bos, Sylvia Alberts, Conny Vandenbos, Mini & Maxi en Joke Bruijs aan meewerkten.
Voor de televisie maakte De Braak de NCRV-programma's Met liedjes het land in, Toi, toi, toi, bij Ted en meer dan vijftig Tedshows. Ook presenteerde hij in 1974 het eenmalige inzamelingsprogramma Geven voor leven. Als presentator van spelprogramma's maakte hij eveneens furore, met programma's als de 1-2-3-show, Boven-mijn-pet-show, Tedtijd (bij de KRO) en Teds Familie Spel Show en Ted's S.S.T.T. show (bij de NCRV). Eenmaal was hij gast in een van de Fred Haché-shows van de VPRO, waarin hij zichzelf speelde als artiest die werd geïnterviewd.
In 1994/1995 presenteerde Ted de Braak het dagelijkse woordspel Topscore voor de NCRV/KRO. Daarna kwam zijn televisieloopbaan ten einde, al keerde hij in het televisieprogramma TV Comeback in 2006 nog eenmalig terug als presentator. Voor al zijn werk voor de Nederlandse televisie werd hij in 2006 benoemd tot Ridder in de Orde van Oranje-Nassau.

## Persoonlijk
Ted de Braak heeft een kenmerkende walrussnor. Hij werd ervoor in 1980 door de Snorrenclub Antwerpen tot "Snor van het Jaar" uitgeroepen. Hiermee is hij de eerste Nederlander die deze titel ontving.
De Braak woont tegenwoordig met zijn vrouw Dirkje in Frankrijk. Hij heeft twee dochters.

## Discografie

### Albums
- Tête à Ted (1971)
- Ted zingt van toen (1977)
- Tête à Ted (1983)
- Familiedjes uit Ted's Familiespelshow (1992)

### Singles
- 'n Glaasje madera m' dear? / Drie in één (1965)
- De ontmoeting / Jouw hand (1966)
- En weet u wat ze dee? / De dood en de mug (1966)
- Ome Daan / Er zit iets los aan mij (1967)
- Bobo de holenman / Stilletjes (1967)
- Jan, je was geweldig! (1968)
- Kom, drink! / Bla-bla-bla (1969)
- Wat ik wou dat had ze niet / De Franse graaf (1969)
- Hee Ted! / Denk toch om je benen (1969)
- Zing een lied / Onder de rook van Dordrecht (1976)
- Blauwe ogen (1977)
- Goed in 'n Daihatsu (1981)
- Weet je nog (1986)
- Weet d'r alles van (1987)

### Hitnoteringen
| Single met eventuele hitnotering(en) in de Nederlandse Top 40 | Datum van verschijnen | Datum van binnenkomst | Hoogste positie | Aantal weken | Opmerkingen               |
| ------------------------------------------------------------- | --------------------- | --------------------- | --------------- | ------------ | ------------------------- |
| 'n Glaasje madera m' dear?                                    | 12-1965               | 15-1-1966             | 4               | 14           | Nr. 7 in de Parool Top 20 |

Huidige: · Annemieke Schollaardt · Bart Arens · Carolien Borgers · Evelien de Bruijn · Corné Klijn · Daniël Lippens · Desiree van der Heiden · Dolf Jansen · Eddy Keur · Emmely de Wilt · Evert Duipmans · Jan-Willem Roodbeen · Jeroen Kijk in de Vegte · Jeroen van Inkel · Leo Blokhuis · Martine ten Klooster · Morad El Ouakili · Paul Rabbering · Ruud de Wild · Shay Kreuger ·Tannaz Hajeby · Thomas Hekker · Willemijn Veenhoven
Voormalige: Alfred van de Wege · Andrew Makkinga · Bert Haandrikman · Bert Kranenbarg · Cees van Zijtveld · Cielke Sijben · Daniël Dekker · Edwin Diergaarde · Felix Meurders · Ferry Maat · Frank du Mosch · Frits Sissing · Frits Spits · Gerard Ekdom · Giel Beelen · Gijs Staverman · Hans Schiffers · Henk van Steeg · Jan Paul Grootentraast · Jasper de Vries · Jeanne Kooijmans · Jeroen Mulder · Jetske van Staa · Jurgen van den Berg · Karel van Cooten · Kasper Kooij · Kimberley Dekker · Malou Holshuijsen · Marc Adriani · Marisa Heutink · Mart Smeets · Miranda van Holland · One'sy Muller · Peter Schuiten · Peter van Bruggen · Rick van Velthuysen · Rob Stenders · Roeland van Zeijst · Ron Stoeltie · Rutger Radstaake · Ruud Hermans · Sander de Heer · Sander Guis · Sara Kroos · Simone Walraven · Ted de Braak · Thijs Maalderink · Thomas van Vliet · Timur Perlin · Toine van Peperstraten · Tom Mulder · Will Luikinga · Yora Rienstra· Wouter van der Goes· Frank van 't Hof · Stefan Stasse  ·